# Acianthera saurocephala
Acianthera saurocephala é uma espécie de orquídea (Orchidaceae) originária dos estados do sul e sudeste do Brasil, antigamente subordinada ao gênero Pleurothallis. Ocorre nos estados do Rio Grande do Sul, Santa Catarina, Paraná, São Paulo, Rio de Janeiro, Minas Gerais e Bahia. Ocorre no bioma da Mata Atlântica. É uma erva cespitosa, epífita ou rupícola. Cresce de 14 a 40 centímetros. Floresce entre janeiro e junho e seus frutos foram registrados entre março e agosto. Na Serra dos Órgãos, foi encontrada como epífita em floresta ombrófita original, junto a rios e córregos, sobre galhos de árvores cobertas de musgos. Na região, depende de luz significativa, alta umidade e significativo movimento de ar. Na Serra dos Órgãos, sua floração foi registrada de novembro a janeiro e as flores permaneceram abertas por duas semanas. Em 2005, foi citada como em perigo na Lista de Espécies da Flora Ameaçadas do Espírito Santo, no sudeste do Brasil; e em 2014, como pouco preocupante na Lista Vermelha de Ameaça da Flora Brasileira do Centro Nacional de Conservação da Flora (CNCFlora). Também ocorre na Lista CITES de Plantas (família das Orquídeas [A-E]) - Apêndice II para a Região de Latino América e Caribe (LAC) en vigor desde 22 de junho de 2021.

## Publicação e sinônimos
- Acianthera saurocephala (Lodd.) Pridgeon & M.W.Chase, Lindleyana 16: 246 (2001).

Sinônimos homotípicos:
- Pleurothallis saurocephala Lodd., Bot. Cab. 16: t. 1571 (1830).
- Humboltia saurocephala (Lodd.) Kuntze, Revis. Gen. Pl. 2: 668 (1891).

Sinônimos heterotípicos:
- Acianthera pavimentata (Rchb.f.) Pridgeon & M.W.Chase, Lindleyana 16: 245 (2001).
- Pleurothallis pavimentata Rchb.f., Linnaea 41: 48 (1876).